# Duroc (maiale)
Il Duroc è un'antica razza di maiale domestico nordamericano di colore fulvo, corporatura muscolosa, media lunghezza e con le orecchie parzialmente cadenti.
La razza è stata sviluppata intorno al 1800 nel nord-est degli Stati Uniti ed è stata utilizzata come base per ulteriori selezioni.